# César Carlos Gonzales Hurtado
César Gonzáles es un exfutbolista peruano, jugaba como defensor. Es conocido como "chalaca" debido a que solía realizar esta jugada en los campos de juego. Después de su corta carrera como futbolista, se dedicó a la dirección técnica, es muy reconocido su trabajo en menores. Tiene 69 años.

## Trayectoria

### Como jugador
Gonzales se inició en el Alianza Lima, formó parte de aquel plantel bicampeón de los años 1977 y 1978 en donde destacaban figuras de la talla de Teófilo Cubillas, Hugo Sotil y César Cueto. Permaneció en el club hasta 1981, donde dejó la práctica del fútbol profesional. 
Volvió a las canchas a mediados de 1982 jugando por Sporting Cristal, Gonzales era uno de los baluartes del equipo que finalmente abandonó a finales de 1983 por problemas con el técnico César Cubilla, se retiró definitivamente del fútbol ese año.

### Seleccionado Juvenil
Disputó el Campeonato Sudamericano Sub-20 de 1975 en Lima; en 1977 fue convocado a la Selección juvenil dirigido por Marcos Calderón que participó en el torneo Sub-20 en Venezuela.

### Como entrenador
Chalaca ha dirigido varios equipos principalmente Sport Boys, también en Guardia Republicana en 1996, San Agustín en 1997, Unión Huaral el 2005, La Peña Sporting Club, Colegio Nacional de Iquitos, Universidad Técnica de Cajamarca entre otros. 
Con el cuadro rosado logró una de sus últimas grandes campañas en el Campeonato Descentralizado 1998 cuando fue relegado de la final nacional por diferencia de goles. 
Chalaca Gonzales es reconocido mayormente por su trabajo con menores, fue uno de los fundadores de la Academia Cantolao, donde además fue jugador en 1990 a nivel amateur. 
Fue también técnico de la Selección de fútbol de Perú sub-20 entre 1999 y 2001. Entre los jugadores que ha "descubierto" Gonzales destaca el caso de Juan Manuel Vargas.

## Clubes como entrenador
| Club                               | País | Año         |
| ---------------------------------- | ---- | ----------- |
| Sport Boys                         | Perú | 1993 - 1994 |
| Sport Boys                         | Perú | 1995        |
| Guardia Republicana                | Perú | 1996        |
| Deportivo San Agustín              | Perú | 1997        |
| Sport Boys                         | Perú | 1998        |
| Selección de fútbol de Perú sub-20 | Perú | 1999        |
| Sport Boys                         | Perú | 1999        |
| Selección de fútbol de Perú sub-20 | Perú | 2000        |
| Sport Boys                         | Perú | 2001        |
| Selección de fútbol de Perú sub-20 | Perú | 2002        |
| Unión Huaral                       | Perú | 2005        |
| Sport Boys                         | Perú | 2006 - 2007 |
| La Peña Sporting Club              | Perú | 2008        |
| CNI                                | Perú | 2009        |
| La Peña Sporting Club              | Perú | 2010        |
| UTC                                | Perú | 2011        |
| Alfonso Ugarte                     | Perú | 2012        |
| Pacífico                           | Perú | 2013        |

## Palmarés

### Como jugador
| Título                    | Club             | País | Año  |
| ------------------------- | ---------------- | ---- | ---- |
| Primera División del Perú | Alianza Lima     | Perú | 1977 |
| Primera División del Perú | Alianza Lima     | Perú | 1978 |
| Primera División del Perú | Sporting Cristal | Perú | 1983 |